# Шаффенбергер, Курт
Курт Шаффенбергер (англ. Kurt Schaffenberger; 15 декабря 1920 — 24 января 2002) — американский художник комиксов немецкого происхождения.

## Ранние годы
Шаффенбергер родился на ферме в Тюрингенском Лесу в Германии. Он «…пас гусей, коз и чистил картофель». В возрасте 7 лет его семья эмигрировала в США: сначала в Хартфорд (Коннектикут), а затем в Нью-Йорк. Шаффенбергер обучался в Институте Пратта.

## Личная жизнь
30 марта 1946 года Курт женился на Дороти Бейтс Уотсон в Энглвуде. У пары двое детей: дочь Сьюзан и сын Карл. Они прожили на Ривер-Эдж около 40 лет, а в 1989 году переехали.

## Награды
В 1984 году Шаффенбергер получил премию National Cartoonists Society Award в категории «Comic Book Division». В 1996 году он выиграл Inkpot Award.

## Работы

### Apple Press
- Mr. Fixitt #2 (1990)

### Claypool Comics
- Phantom of Fear City #4-7, 9-11 (1993—1995)

### DC Comics
- Action Comics #274, 359, 361—372, 374—376, 437, 442, 445, 460, 464, 474—476, 486, 501, 556, 558—559, 561—562, 565, 567, 570, 573—576, 578, 580—583, 600, 637—640 (1961—1989)
- Adventure Comics #382-389, 391—396 (1969—1970)
- Amethyst, Princess of Gemworld vol. 2 #4 (1985)
- Blue Devil #30 (1986)
- DC Comics Presents #32, 50, 59, 93, 96 (1981—1986)
- DC Special Series #11 (The Flash) (1978)
- Detective Comics #456-457 (Elongated Man), #483-488 (Robin) (1976—1980)
- The Flash #264 (1978)
- Green Lantern Annual #3 (1987)
- Hero Hotline #1-6 (1989)
- History of the DC Universe hardcover (one page) (1988)
- Legion of Super-Heroes vol. 2 #305 (1983)
- Legion of Super-Heroes vol. 3 #45 (1988)
- M.A.S.K. vol. 2 #1-9 (1987)
- The New Adventures of Superboy #1-54 (1980—1984)
- Outsiders #20 (1987)
- Shazam #11, 14-20, 25-31, 35 (1974—1978)
- Super Friends #14, 18, 20, 29, 32 (1978—1980)
- Superman #121, 124—126, 128, 131, 142, 150, 282, 288, 327—329, 362, 365, 366, 370, 374, 405, 409 (1958—1985)
- The Superman Family #164, 167, 170, 172—180, 182—185, 188—193, 195—202, 204—212, 216—220, 222 (1974—1982)
- Superman's Girl Friend, Lois Lane #1-28, 30-81 (1958—1968)
- Superman's Pal Jimmy Olsen #56, 66, 81, 89, 154—163 (1961—1974)
- Superman:The Secret Years #1-4 (1985)
- Who’s Who in the Legion of Super-Heroes #7 (1988)
- Who’s Who: The Definitive Directory of the DC Universe #4, 11, 14-15, 19-21, 26 (1985—1987)
- Who’s Who: Update '87 #5 (1987)
- Wonder Woman #218 (1975)
- World of Smallville #1-4 (1988)
- World's Finest Comics #246-249, 253—250 (1977—1979)
- Young Love #101, 124 (1972—1977)

### Fawcett Comics
- Captain Marvel Adventures #91, 109, 142, 145, 147 (1948—1953)
- Captain Marvel Jr. #41, 45, 47, 55, 57-62, 88, 90, 94 (1946—1951)
- Ibis the Invincible #5 (1946)
- Marvel Family #53, 89 (1950—1954)
- Whiz Comics #88-89, 91, 95 (1947—1948)

### HM Communications, Inc.
- Heavy Metal #v6#9 (1982)

### Marvel Comics
- Adventure into Mystery #1 (1956)
- Astonishing #49, 51 (1956)
- Journey into Unknown Worlds #46, 49 (1956)
- Mystery Tales #41 (1956)
- Mystical Tales #2 (1956)
- Our Love Story #19 (1972)
- Strange Tales #39 (1955)
- World of Fantasy #2, 15 (1956—1958)

### 3-D Zone
- Daughters of Time 3-D #1 (1991)